# Амми большая
А́мми больша́я (лат. Ámmi május) — одно- или двулетнее травянистое растение, вид рода Амми (Ammi) семейства Зонтичные (Apiaceae).
Ареал вида охватывает Южную и Юго-Восточную Европу, Северную Африку, Ближний и Средний Восток. Натурализовалось повсеместно.

## Ботаническое описание
Стебель голый, прямой, округлый, бороздчатый, ветвистый, высотой до 50 см.

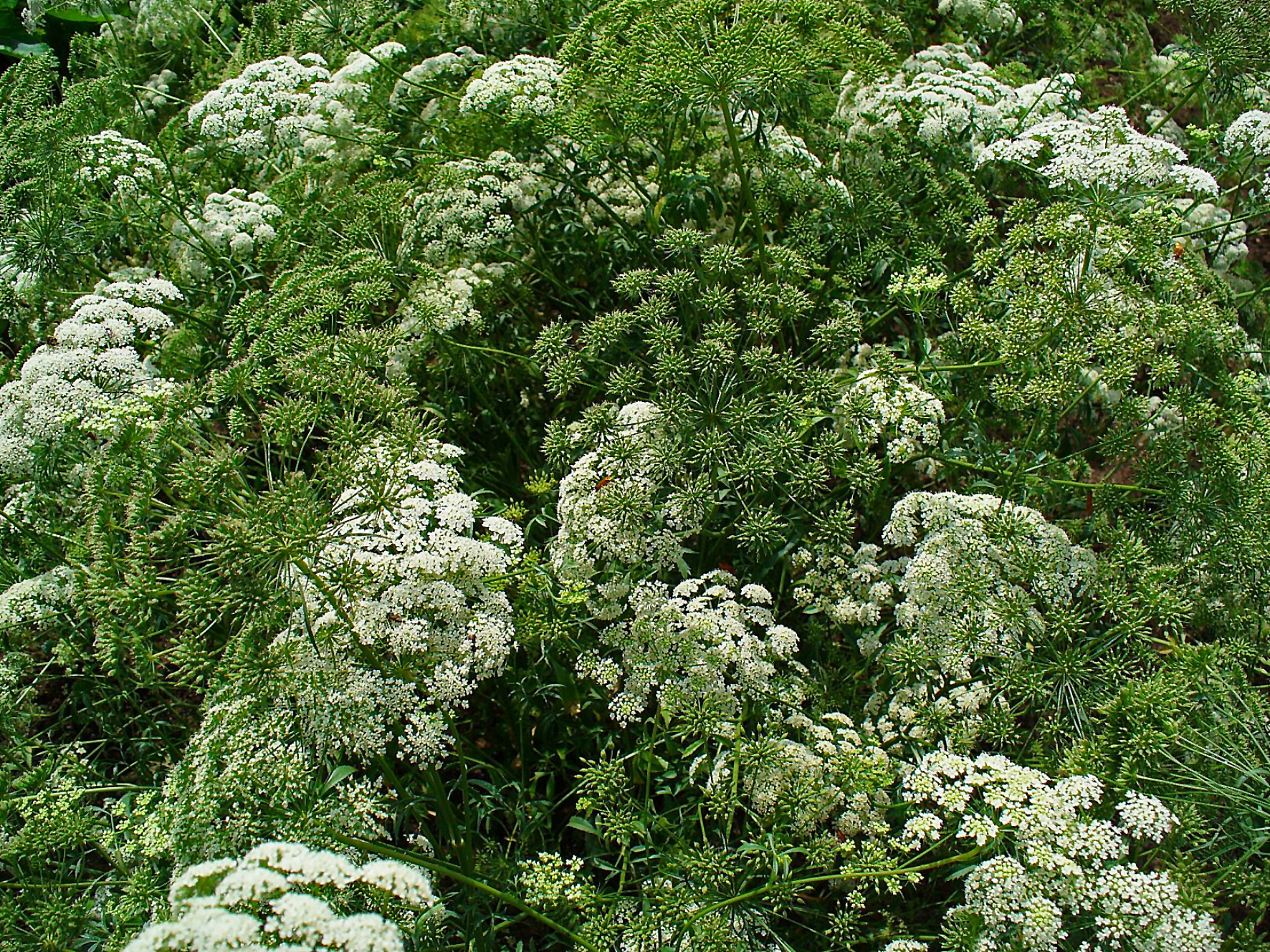
Соцветия.

Листья двояко или троякоперисторассечённые. Дольки листа широкие ланцетовидные с зубчатым краем.
Соцветия — сложные зонтики в поперечнике до 10 см, на длинных цветоносах. Цветки мелкие, лепестки белые. В соцветиях имеются многочисленные щетинковидные острые обвёртки.
Плод — вислоплодник, распадающийся на два полуплодика, сжат с боков, голый, гладкий, длиной около 2,5 мм.
Цветёт с конца июня — июля и до сентября. Плоды созревают в сентябре.

## Растительное сырьё
В качестве лекарственного растительного сырья используют плод амми большой — лат. Fructus Ammi majoris. Заготавливают в период массового созревания плодов на центральных зонтиках. Растения скашивают, высушивают, обмолачивают, и сырьё очищают от примесей.

### Химический состав
Всё растение содержит содержит фурокумарины (до 2,2 %) (смесь трёх веществ — изопимпинеллина, ксантотоксина и бергаптена. Токсичность аммифурина, содержащегося в растении, сравнительно невелика.

### Фармакологические свойства
Препараты амми большой стимулируют образование в коже пигмента меланина при облучении ультрафиолетовым светом. При назначении совместно с ультрафиолетовым облучением способствуют восстановлению пигментации кожи при витилиго. Фурокумарины, кроме того, оказывают капилляроукрепляющее, некоторое седативное, желчегонное, мочегонное действие, слегка тонизируют матку и кишечник.
Галеновые препараты из растения раздражают почки, а смесь фурокумаринов (аммифурин) сравнительно малотоксична. На сердечно-сосудистую систему аммифурин заметного влияния не оказывает.

## Значение и применение
Ещё в Древнем Египте больные «белыми пятнами» принимали внутрь растолчённые семена амми и затем подвергали кожу солнечному облучению. О лечебных свойствах амми большой было известно в XIII веке, арабские врачи применяли её для лечения лейкодермии. Наблюдаемые при этом побочные явления, в частности раздражение почек, развивавшееся при приёме экстрактов растения, ограничивали его применение.
Аммифурин применяют при витилиго, гнёздном и тотальном облысении, красном плоском лишае.

## Таксономия
Вид Амми большая входит в род Амми (Ammi) семейства Зонтичные (Apiaceae) порядка Зонтикоцветные (Apiales).
|  |                                      |  |                                                             |                                                             |                     |  | ещё 8 семейств (согласно Системе APG II) | ещё 8 семейств (согласно Системе APG II) |                     |  |  |  | ещё от 3 до 6 видов |
|  |                                      |  |                                                             |                                                             |                     |  | ещё 8 семейств (согласно Системе APG II) | ещё 8 семейств (согласно Системе APG II) |                     |  |  |  | ещё от 3 до 6 видов |
|  |                                      |  |                                                             | порядок Зонтикоцветные                                      |                     |  |                                          |                                          | род Амми            |  |  |  |                     |
|  |                                      |  |                                                             | порядок Зонтикоцветные                                      |                     |  |                                          |                                          | род Амми            |  |  |  |                     |
|  | отдел Цветковые, или Покрытосеменные |  |                                                             |                                                             | семейство Зонтичные |  |                                          |                                          | вид Амми большая    |  |  |  |                     |
|  | отдел Цветковые, или Покрытосеменные |  |                                                             |                                                             | семейство Зонтичные |  |                                          |                                          |                     |  |  |  |                     |
|  |                                      |  | ещё 44 порядка цветковых растений (согласно Системе APG II) | ещё 44 порядка цветковых растений (согласно Системе APG II) |                     |  |                                          | еще более 300 родов                      | еще более 300 родов |  |  |  |                     |
|  |                                      |  |                                                             | ещё 44 порядка цветковых растений (согласно Системе APG II) |                     |  |                                          |                                          | еще более 300 родов |  |  |  |                     |